# Barwnik wzrokowy
Barwniki wzrokowe (substancje wzrokowe, substancje przekaźnikowe) - substancje występujące w receptorach wzrokowych. Bodziec świetlny wywołuje odwracalny efekt fotochemiczny, w którego wyniku barwniki o charakterze białka G (transduksyna) powodują rozpad cGMP na guanozynomonofosforan (GMP). cGMP jest drugim przekaźnikiem informacyjnym powodującym depolaryzację i pobudzenie czopków siatkówki. W pręcikach występuje rodopsyna (czerwień wzrokowa) rozpadająca się pod wpływem bodźców świetlnych na białko - opsynę i retinal (aldehyd witaminy A) w konfiguracji całkowicie trans. Po enzymatycznej zmianie w 1 l-cis, ten ostatni może wiązać się z opsyną regenerując rodopsynę. W czopkach występuje jodopsyna (fiolet wzrokowy). Regenerację barwników wzrokowych w ciemności warunkuje odpowiednia ilość witaminy A.